# Los Angeles Galaxy 1997
Questa voce raccoglie le informazioni riguardanti il Los Angeles Galaxy nelle competizioni ufficiali della stagione 1997.

## Stagione
Nella seconda stagione di attività sportiva, i Galaxy si piazzano al quarto posto nella fase regolare del torneo. Approdata alla fase finale come una tra le favorite per la vittoria finale, viene battuta dal Dallas Burn in semifinale di conference. Per la prima volta nella sua storia disputa un torneo continentale in cui arriva sino alla finale ma viene battuta dal Cruz Azul.

## Organico
Di seguito la rosa aggiornata al 26 marzo 1997.

### Rosa 1997
| N. |                        | Ruolo | Calciatore              |
| -- | ---------------------- | ----- | ----------------------- |
| 2  | Stati Uniti (bandiera) | D     | Danny Pena              |
| 3  | Stati Uniti (bandiera) | D     | Mark Semioli            |
| 4  | Stati Uniti (bandiera) | D     | Robin Fraser (capitano) |
| 5  | Guatemala (bandiera)   | C     | Martín Machón           |
| 6  | Stati Uniti (bandiera) | D     | Dan Calichman           |
| 7  | Stati Uniti (bandiera) | A     | Ante Razov              |
| 8  | Stati Uniti (bandiera) | A     | Jose Botello            |
| 9  | Messico (bandiera)     | P     | Jorge Campos            |
| 10 | El Salvador (bandiera) | C     | Mauricio Cienfuegos     |
| 11 | Armenia (bandiera)     | A     | Harut Karapetyan        |
| 13 | Stati Uniti (bandiera) | A     | Cobi Jones              |
| 14 | Stati Uniti (bandiera) | C     | Chris Armas             |
| 18 | Stati Uniti (bandiera) | D     | Greg Vanney             |

| N. |                                      | Ruolo | Calciatore       |
| -- | ------------------------------------ | ----- | ---------------- |
| 19 | Iran (bandiera)                      | D     | Arash Noamouz    |
| 20 | Stati Uniti (bandiera)               | D     | Paul Caligiuri   |
| 29 | Ecuador (bandiera)                   | A     | Eduardo Hurtado  |
|    | Stati Uniti (bandiera)               | P     | David Kramer     |
|    | Nigeria (bandiera)                   | D     | Manny Motajo     |
|    | Messico (bandiera)                   | D     | Jose Vasquez     |
|    | Stati Uniti (bandiera)               | D     | Steve Jolley     |
|    | Stati Uniti (bandiera)               | D     | Peter Lak        |
|    | Stati Uniti (bandiera)               | C     | Brad Wilson      |
|    | Brasile (bandiera)                   | A     | Wélton           |
|    | Stati Uniti (bandiera)               | A     | Guillermo Jara   |
|    | Stati Uniti (bandiera)               | P     | Kevin Hartman    |
|    | Saint Vincent e Grenadine (bandiera) | D     | Ezra Hendrickson |